# Dobre Miasto (gromada)
Dobre Miasto (do 31 XII 1957 Smolajny) – dawna gromada, czyli najmniejsza jednostka podziału terytorialnego Polskiej Rzeczypospolitej Ludowej w latach 1954–1972.
Gromady, z gromadzkimi radami narodowymi (GRN) jako organami władzy najniższego stopnia na wsi, funkcjonowały od reformy reorganizującej administrację wiejską przeprowadzonej jesienią 1954 do momentu ich zniesienia z dniem 1 stycznia 1973, tym samym wypierając organizację gminną w latach 1954–1972.
Gromadę Dobre Miasto z siedzibą GRN w mieście Dobrym Mieście (nie wchodzącym w jej skład) utworzono 1 stycznia 1958 w powiecie lidzbarskim w woj. olsztyńskim w związku z przeniesieniem siedziby GRN gromady Smolajny ze Smolajn do Dobrego Miasta i zmianą nazwy jednostki na gromada Dobre Miasto; równocześnie do nowo utworzonej gromady Dobre Miasto włączono obszar zniesionej gromady Głotowo w tymże powiecie.
1 stycznia 1960 do gromady Dobre Miasto włączono wsie wieś Łęgno, osadę Żardeniczki i PGR Łęgno ze zniesionej gromady Wilczkowo w tymże powiecie.
31 grudnia 1961 do gromady Dobre Miasto włączono wsie Piotraszewo i Mawry oraz PGR Urbanowo ze zniesionej gromady Piotraszewo, a także wsie Międzylesie i Orzechowo ze zniesionej gromady Podleśna – w tymże powiecie.
22 grudnia 1971 do gromady Dobre Miasto włączono miejscowość Bzowiec ze zniesionej gromady Rogiedle w tymże powiecie.
1 stycznia 1972 do gromady Dobre Miasto włączono tereny o powierzchni 340 ha z miasta Dobre Miasto w tymże powiecie; z gromady Dobre Miasto wyłączono natomiast części obszarów PGR Knopin (15 ha) i PGR Kostyń z nadleśnictwem Wichrowo (63 ha), włączając je do Dobrego Miasta.
Gromada przetrwała do końca 1972 roku, czyli do kolejnej reformy gminnej. 1 stycznia 1973 w powiecie lidzbarskim reaktywowano zniesioną w 1954 roku gminę Dobre Miasto.